# Hornstrup Sogn
Hornstrup Sogn er et sogn i Vejle Provsti (Haderslev Stift).
I 1800-tallet var Hornstrup Sogn anneks til Sankt Nicolai Sogn (Vejle) og hørte til Nørvang Herred i Vejle Amt. Hornstrup sognekommune blev ved kommunalreformen i 1970 indlemmet i Vejle Kommune.
Bredballe Kirke blev opført i 1907. I 1977 blev Bredballe Sogn udskilt som selvstændigt sogn fra Hornstrup Sogn.
I Hornstrup Sogn ligger Hornstrup Kirke.
I sognet findes følgende autoriserede stednavne:
- Grejsdal (areal, bebyggelse)
- Hornstrup (bebyggelse, ejerlav)
- Hornstrup Mølleby (bebyggelse)
- Kirkeby (bebyggelse, ejerlav)
- Lysholt (bebyggelse, ejerlav)
- Store Grundet (ejerlav, landbrugsejendom)
- Øster Grundet (landbrugsejendom)